# Fnac Darty
Fnac Darty ist der Name einer Handelskette mit Sitz in Ivry-sur-Seine, Département Val-de-Marne, Frankreich, die sich auf den Vertrieb von Unterhaltungsprodukten (hauptsächlich Bücher, Tonträger und Unterhaltungselektronik, sowie Elektrohaushaltsgeräten) spezialisiert hat. Der Name Fnac ist ein Akronym. Zunächst stand er für Fédération nationale d’achats des cadres (Nationale Einkaufsvereinigung für Führungskräfte) und seit Öffnung der Kette für die breite Öffentlichkeit für Fédération nationale d'achats.

## Geschichte

Logo von Fnac

Fnac wurde 1954 in Frankreich von André Essel und Max Théret gegründet. Beide waren bekennende Marxisten trotzkistischer Prägung. Ihre unternehmerische Tätigkeit war für beide gemäß eigener Darstellung auch Ausdruck ihrer politischen Grundhaltung, da sie durch die günstigen Preise, die Fnac seinen Kunden bot, die Lebensverhältnisse der Arbeiter verbessern konnten. Théret war jedoch Ende der 1980er Jahre in einen Finanzmarktskandal verwickelt und wurde deswegen zu einer Gefängnisstrafe verurteilt.
1996 wurde die Fnac Teil der französischen Unternehmensgruppe PPR. Diese wurde 1963 von François Pinault gegründet. 2004 lag der Umsatz der Fnac bei 4,139 Mrd. Euro. Im September 2006 versuchte PPR, Fnac für zwei Milliarden Euro wieder zu verkaufen.
Im Juni 2013 wurde FNAC als Groupe FNAC S.A. im Verhältnis 8:1 von PPR abgespalten (Spin-off). Für je 8 PPR-Aktien bekamen die Aktionäre 1 FNAC-Aktie.
Im Zuge der konzerninternen Umstrukturierung von PPR wurde die Finanzholding Groupe Artémis Eigentümer des Anteilsbesitz von aktuell (2017) 38,88 %.
Im Herbst 2015 vereinbarte Fnac eine Fusion mit der Handelskette Darty. Die Steinhoff International Holdings unterbreitete daraufhin ein höheres Angebot für Darty, was im April in einem Wettbieten zwischen Steinhoff und Fnac resultierte. Im Juni 2016 wurde schließlich das höhere Angebot von Fnac angenommen und die Fusion konnte vollendet werden. Dabei wurde die französische Groupe Fnac in Groupe Fnac Darty umbenannt und die Darty plc aufgelöst.
Im Juli 2017 erwarb die deutsche Ceconomy – bekannt für ihre Marken Media-Markt und Saturn – von der Familienholding Artémis des französischen Milliardärs François-Henri Pinault einen Anteil von 24 Prozent an Fnac Darty. Größter  Einzelaktionär ist mit 29 % der Stimmrechte (Stand: Mai 2024) Vesa Equity Investment, eine von dem tschechischen Unternehmer Daniel Křetínský gemeinsam mit Patrik Tkáč gehaltene Beteiligungsgesellschaft.

## Überblick

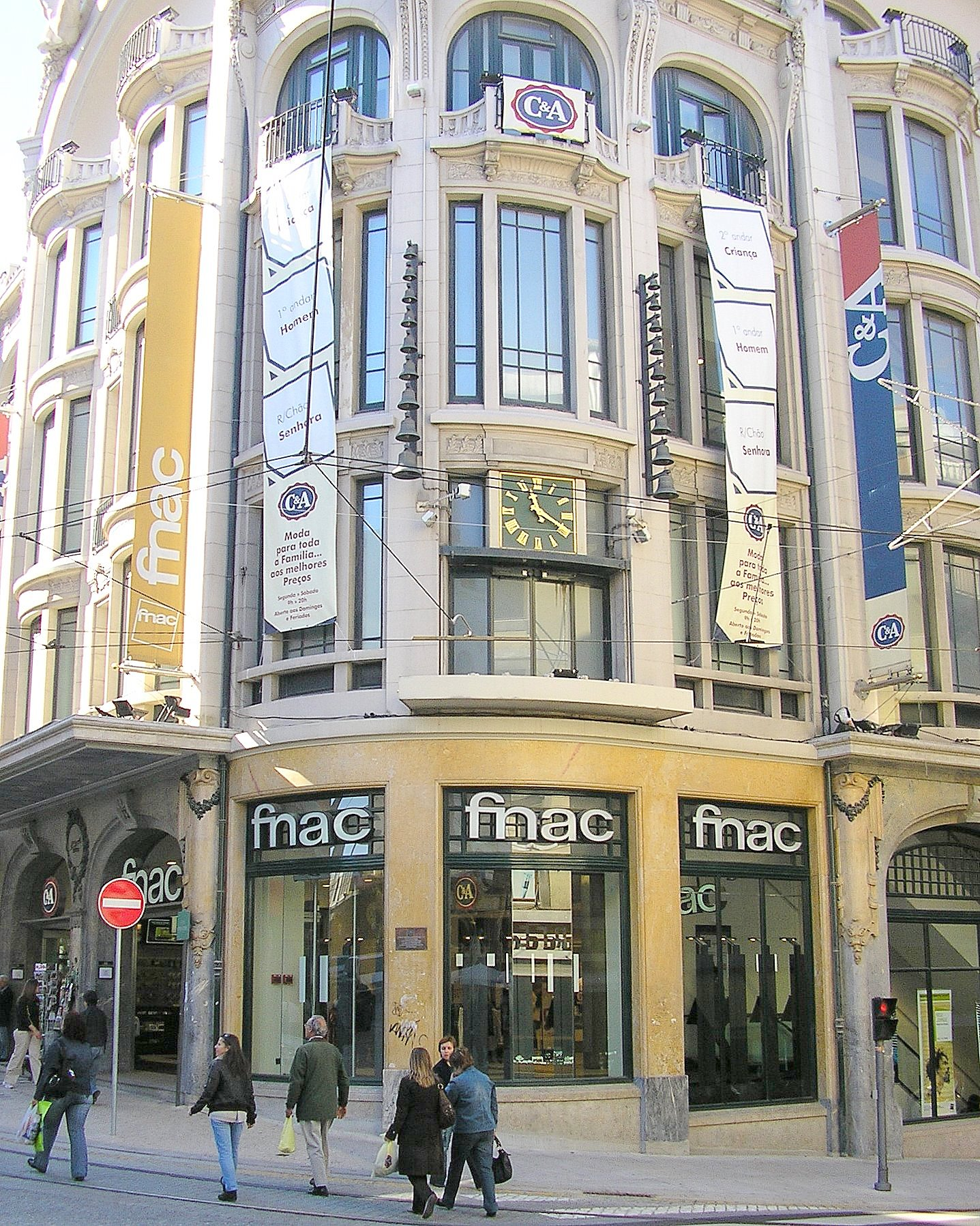
Fnac in Porto, Portugal

Fnac ist führend in Frankreich, Belgien, Spanien, Italien, Portugal und in Brasilien im Vertrieb von Unterhaltungs- und kulturnahen Produkten.
Die Fnac hat sich ihren Ruf insbesondere aufgrund der angebotenen Dienstleistungen geschaffen: Produkttests in den Laboratoires Tests, Fotoentwicklung, Reisebüro, Karten für Konzerte, Aufführungen und Events. Fnac ist Hauptsponsor des größten europäischen Comicfestivals in Angoulême, des Festival International de la Bande Dessinée d’Angoulême.

## Fnac im deutschsprachigen Raum
Der in den frühen 1990er Jahren unternommene Versuch einer Expansion in den deutschen Markt scheiterte. Die im Dezember 1991 in der Berliner Meinekestraße eröffnete erste Fnac-Filiale in Deutschland wurde Ende März 1995 wieder geschlossen, nachdem das Angebot zuvor bereits sukzessive um bestimmte Artikelgruppen und Dienstleistungsangebote reduziert worden war. Als Gründe für diesen Misserfolg wurden neben der unglücklichen Wahl des Standortes in einer Nebenstraße des Kurfürstendamms mit relativ geringer Passantenfrequenz auch in Deutschland geltende Restriktionen genannt, die eine vollständige Umsetzung des in Frankreich erfolgreichen Fnac-Konzepts nicht erlaubten. So waren beispielsweise Sonderöffnungszeiten exklusiv für Fnac-Mitglieder außerhalb der regulären Ladenöffnungszeiten sowie bestimmte Rabattkonzepte des Unternehmens nicht mit den deutschen Vorschriften vereinbar.
Auch der Versuch, in die deutschsprachige Schweiz zu expandieren, misslang: Die im April 2008 beim Barfüsserplatz in Basel eröffnete Filiale wurde Ende März 2009, nach nicht einmal einem Jahr, bereits wieder geschlossen. Ausschlaggebend waren nach offiziellen Angaben vor allem wirtschaftliche Gründe. Die Kundenfrequenz war zu gering. Mit eine Rolle hat dabei gespielt, dass sich die 3200 Quadratmeter Verkaufsfläche auf insgesamt sieben Etagen verteilten (plus Café in der achten Etage) und so besonders die oberen Etagen zu wenig Kundschaft verzeichneten. Weitere Gründe für die geringe Kundenfrequenz könnte die Sortimentsgestaltung gewesen sein, die jener der vier Filialen in der französischsprachigen Schweiz sehr ähnlich war, oder die wenig ansprechende Gestaltung des Eingangsbereichs.
Mit der Schließung der Basler Filiale wurde auch die Expansion in die Deutschschweiz vorerst gestoppt, die geplanten Filialen in Zürich, Bern, Luzern und St. Gallen wurden nicht realisiert. Fnac sprach dabei von einer „Denkpause“ von drei bis vier Jahren; gestorben sei die Idee einer Expansion in die Deutschschweiz damit aber noch nicht. Ab dem Jahr 2021 hatte Fnac 27 Shop-in-shops in der Warenhauskette Manor eröffnet, wovon zehn in der Deutschschweiz 2023 wieder geschlossen werden, da sich das Unternehmen vermehrt wieder auf die Westschweiz konzentrieren will.

## Zahlen und Fakten
Im September 2007 verfügte die Fnac über 78 Geschäfte in 56 französischen Städten. Zusätzlich gab es 65 Verkaufsstellen in acht weiteren Ländern: 16 in Spanien, 13 in Portugal, zwölf in Brasilien, sieben in Belgien, sieben in Italien, sechs in der Schweiz, zwei in Taiwan und zwei in Griechenland. Des Weiteren einen Online-Shop sowie einen Online-Musikvertrieb, der FnacMusic. 2009 eröffnete Fnac ein drittes Geschäft in Griechenland, dennoch wurde im Juli 2010 der Rückzug aus dem Land beschlossen.
Für 2006 plante Fnac, einen Viertel seines Umsatzes außerhalb Frankreichs zu tätigen.
Die unmittelbare Hauptkonkurrenz in Frankreich ist der Virgin Megastore, gefolgt von der französischen Ausgabe der Saturn-Kette (Ceconomy). Nachdem Saturn bereits 2011 seine Filialen in Frankreich an die HTM Group (Boulanger) verkaufte und Virgin Megastore seine Filialen im Jahr 2013 schloss, verbleiben auf dem französischen Markt für Unterhaltungsmedien im Wesentlichen Fnac und Boulanger.
Die Fnac hat im Jahr 2007 zum ersten Mal in ihrer Geschichte den Abbau von Arbeitsstellen angekündigt. Betroffen sind etwa eintausend Angestellte, davon 300 in der Verwaltung, der Rest im Bereich Buch- und Musikhandel. Gleichzeitig wurde der variable, also umsatzbezogene, Anteil am Gehalt der Mitarbeiter erhöht. Diese Regelung ist ähnlich dem Modell, das die Konkurrenz – Auchan, Darty etc. – einsetzt. Diese Maßnahmen wurden mit dem geplanten Verkauf des Unternehmens in Verbindung gebracht.
Ende 2013 verfügte die Fnac über 108 Geschäfte in Frankreich. Zusätzlich gab es 69 Verkaufsstellen in sechs weiteren Ländern: 25 in Spanien, 19 in Portugal, 11 in Brasilien, 9 in Belgien, 4 in der Schweiz und eines in Marokko.